# Ciomas (Bantarkawung)
Ciomas is een bestuurslaag in het regentschap Brebes van de provincie Midden-Java, Indonesië. Ciomas telt 1420 inwoners (volkstelling 2010).